# Simonyi Lajos
Báró barbácsi és vitézvári Simonyi Lajos (Tarnopol, 1824. április 13. – Budapest, 1894. december 12.) politikus, földmívelési, ipar- és kereskedelemügyi miniszter.

## Élete
Báró barbácsi és vitézvári Simonyi József (1771–1832) „óbester” huszárezredes és hegelsfürsti Leiner Terézia fia volt, 1824-ben született a Lengyelországi Tarnopolban, Galíciában. Apja, vitézvári Simonyi József 1815. február 3-án bárói címet szerzett I. Ferenc magyar királytól.
A jogot Kassán végezte. Alig volt 24 éves, amikor 1847-ben már a pozsonyi országgyűlésre küldötték és 1848-ban a pesti nemzetgyűlésen az Arad megyei kisjenői kerületet képviselte. Az országgyűléssel elment Debrecenbe is, s amikor látta, hogy a nemzet ügyének többet használ karddal, mint szóval, táborba ment, Görgei Artúr seregébe lépett és vitézül végigküzdötte az 1848–49-es forradalom és szabadságharc Világosig, futárszolgálatot teljesített. A fegyverletétel után Temesvárra hurcolták, és huzamosabb ideig várfogságban tartották. A fogságból kiszabadulva, birtokára Vadászra (Arad megye) vonult és gazdaságának élt, örömét olvasmányaiban és a sport időtöltéseiben találta. Jeles lovas volt.
A Bach-korszak alatt kitűnő társadalmi és irodalmi műveltségre tett szert és élénk részt vett a felső körök mulatságaiban. Az 1861. évi országgyűlésre megválasztották képviselőnek és a Határozati Párt soraiban foglalt helyet. Az 1865. évi országgyűlésen is a balközépen tartotta meg helyét és egy ideig a kisjenői kerületet, 1869. március 18-tól pedig a nagyszalontait (Bihar megye) képviselte. A kiegyezés után a Tisza Kálmán és Ghyczy által vezetett balközép tagja és minden nagy vitában az ellenzék egyik vezérszónoka volt. 
Tisza 1875. februári beszéde után elő volt készítve a talaj a fúzióra és Simonyi az átmeneti kabinetben tárcát vállalt, 1875. március 2-től 1876. augusztus 21-ig ipar- és kereskedelemügyi miniszter volt a Wenckheim-kormányban, majd Tisza kormánya alatt 1878-ig vezette a földmívelés-, ipar- és kereskedelemügyi miniszteriumot. Minisztersége alatt készült el kereskedelmi törvénykönyvünk. 1878-ban az Ausztriával való vám- és kereskedelmi szerződés, valamint a bankegyezmény miatt Simonyi meghasonlott Tiszával és minisztertársaival és kilépett a kormányból. Simonyi ekkor átvette a független Szabadelv Párt vezetését, majd a közjogi alapon álló ellenzékiek fúziója után a közjogi ellenzék egyik vezére volt. Időközben egészsége súlyosan megrendült és a politikai küzdelmek teréről visszavonult a magánéletbe. A főrendiház reformja után 1885-ben annak tagjává nevezték ki, de a főrendiház tárgyalásain ritkán jelent meg. Amikor a főrendiházban a kötelező polgári házasságot tárgyalták, súlyos betegen is az ülésterembe vitette magát, hogy a javaslatra szavazzon. Öt évig súlyos beteg volt, többször szélütés is érte, a halál rá nézve megváltás volt. 1894. december 12-én halt meg Budapesten, Vadászon helyezték örök nyugalomra 1894. december 16-án. Halálával a Simonyi bárócsalád mindjárt a második generációban kihalt.

## Házassága és élettársa
Vadászon, 1853. november 3-án feleségül vette gróf Königsegg-Rothenfels Juliannát (*1824.–†Budapest, 1905. december 9.) E házasságából utód nem származott. Idővel a kapcsolat sulyosan megromlott és emellett báró Simonyi Lajosnak lett egy élettársa, a római katolikus kispolgári Pretzner Karolin (Sarolta Erzsébet) (1851. június 18.–Budapest, 1919. február 9.), színésznő, akinek a szülei Pretzner András és Kerekes Sarolta voltak. Simonyi báró maga is szeretett volna elválni nejétől és még (a hamarosan bekövetkező) halála előtt házasságot kötni élettársával, Pretzner Karolinnal. Elhunyta után, Pretzner Karolin, még az 1890-es évek végén felszámolta a báró Simonyi család Arad vármegyei birtokait, majd később, az 1910-es évek elején a kastélyt is eladni kényszerült. Ezután felköltözött Budapestre. Fivére, Balázsy Pretzner Sándor (1857–1923), színész, színház rendező, aki szintén részesült az örökségben a Simonyi családtól. Balázsy Pretzner Sándor unokája Balázsi Pretzner Lenke (1917–2015), főúri nevelőnő volt, aki majd felesége lett gróf zicsi és vázsonykői Zichy Péter Pálnak (1924–2008), jogásznak, emlékirat írónak, a recski munkatábor egyik foglyjának.

## Főbb művei
- Baloldali értekezlet Aradon (Arad, 1875)
- Külön vélemények a vámszerződés…tárgyában (Budapest, 1878)